# Protéine virale non structurale
En virologie, une protéine non structurale est une protéine codée par un virus mais qui ne fait pas partie de la particule virale. Ils comprennent généralement les diverses enzymes et facteurs de transcription que le virus utilise pour se répliquer, tels qu'une protéase virale (3CL/nsp5, etc.), une réplicase d'ARN ou d'autres polymérases dirigées par matrice, et certains moyens d'agir sur l'hôte. 